# Horatius Bonar
Horatius Bonar, född 1808 och död 1889, skotsk präst och psalmförfattare. Ledare för den skotska kyrkans generalförsamling i Edinburgh. I sina populärteologiska skrifter, av vilka många översattes till svenska företrädde han en biblicistisk uppfattning.
Representerad som psalmförfattare i flera sångböcker, bland andra i The Church Hymn book 1872, där 18 psalmer bär hans namn.
Gifte sig 1843 med Catherine Jane Lundie.

## Psalmer
- Det finns en stund av ljuvlig ro (nr 455 i Frälsningsarméns sångbok 1990)
- Jag bär min synd till Jesus (nr 226 i Svenska Missionsförbundets sångbok 1920) översatt av Erik Nyström. Finns på Wikisource.
- Jag hörde Jesu dyra ord (nr 559 i FA:s sångbok 1990)
- Jag hörde Jesu milda röst (nr 249 i Svenska Missionsförbundets sångbok 1920) översatt av Erik Nyström.
- Lär mig förstå din kärlek (nr 381 i Svenska Missionsförbundets sångbok 1920) översatt av Carl Boberg.
- O du Guds kärlek underbar (nr 12 i Svenska Missionsförbundets sångbok 1920) översatt av Erik Nyström. Finns på Wikisource.
- O Gud, vår Gud! på hav och land (nr 620 i Svenska Missionsförbundets sångbok 1920) översatt av Carl-Gösta Lagerfelt.
- Än finns det rum (nr 653 i Sionstoner 1889 och nr 208 i Svenska Missionsförbundets sångbok 1920). Finns på Wikisource.

### Engelska originaltexter[8][9]
- A few more years shall roll (nr 1373/1872), 1856
- All that I was (nr 1167/1872), 1845
- Calm me, my God (nr 939/1872), 1857
- Church of the ever-living God (nr 1108/1872)
- Come Lord! and tarry not (nr 1259/1872), 1857
- Fill thou my life, O Lord my God (nr 7 i The Song-Book of the Salvation Army, 1986)
- Glory be to God, the Father (nr 311/1872), 1868
- Go, labor on, spend, and be spent (nr 1274/1872 och nr 683 i The Song-Book of the Salvation Army, 1986), 1857
- Here, Lord, by faith, I see Thee face to face (nr 910/1872), 1857 (alternativt:Here, O my Lord, I see Thee face to face)
- Holy, holy, holy Lord (nr 144/1872), 1857
- I heard the voice of Jesus say (nr 679/1872), 1857
- I lay my sins on Jesus (nr 801/1872), 1845
- I was a wandering sheep (nr 658/1872), 1845
- Jesus, the Christ of God (nr 514/1872), 1861
- Lo! God, our God, has come (nr 402/1872), 1868
- Now in parting, Father (nr 712/1872), 1868
- These are the crowns (nr 1440/1872), 1857
- Thy way, not mine, o Lord (nr 1007/1872), 1857
- To the name of God on high (nr 141/1872), 1868